# Touriga Franca

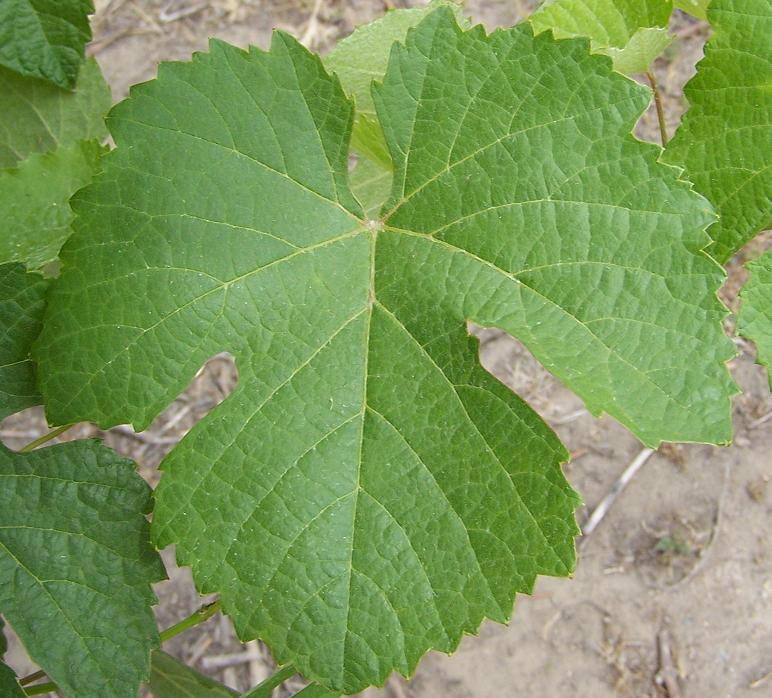
Tourigablad

Touriga Franca is een blauwe druivensoort die geldt als belangrijkste ingrediënt voor rode port.

## Kenmerken
Een hoog rendement zorgt ervoor dat deze druif meer verbouwd wordt dan de weliswaar beter voor port geschikte Touriga Nacional. De druif geeft een uitgesproken smaak en een fijn bouquet aan de port.

## Gebruik
De druif wordt gebruikt in veel rode portwijnen.

## Gebieden
De druif komt vooral in de Dourovallei in Portugal voor. 

## Synoniemen
- Albino de Souza
- Esgana Cao
- Rifete
- Tinta Barca
- Touriga Frances
- Touriga Francesa
- Tourigo Frances